# 2MASS J11223624-3916054
2MASS J11223624-3916054 ist ein Brauner Zwerg im Sternbild Zentaur, der 2002 von John E. Gizis et al. entdeckt wurde. Er gehört der Spektralklasse L3 an.